# La Louptière-Thénard
La Louptière-Thénard – miejscowość i gmina we Francji, w regionie Grand Est, w departamencie Aube.
Według danych na rok 1990 gminę zamieszkiwało 167 osób, a gęstość zaludnienia wynosiła 12 osób/km².
Pierwsza część nazwy wiąże się z obecnością wilków, drugą część nazwy gmina przybrała od którego nazwiska Louisa Thénarda, francuskiego chemika, który się tu urodził w 1777.